# DJ Sakin
DJ Sakin, właściwie Sakin Bozkurt (ur. 14 sierpnia 1971) – niemiecki didżej i producent muzyczny. Najbardziej znany z piosenki "DJ Sakin & Friends: Protect Your Mind (For The Love Of A Princess)", która zajęła trzecie miejsce na niemieckich listach przebojów.

## Single
- 1998 "Protect Your Mind (For The Love Of A Princess)"

"Nomansland (David's Song)"
- 1999 "Dragonfly"
- 2000 "Reminiscing (Stay)" (featuring Vanessa-Mae)

"Miami"
- 2002 "I Still Can Hear Your Voice" (featuring Vanessa-Mae)
- 2007 "Dirty Dancing" (featuring Nadja Benaissa)

## Albumy
- 1999 Walk On Fire